# Alsbach (Westerwald)
Alsbach település Németországban, Rajna-vidék-Pfalz tartományban. Lakosainak száma 638 fő (2023. december 31.).

## Népesség
A település népességének változása:
| Lakosok száma | 551  | 606  | 610  | 609  | 642  | 646  | 638  |
|               | 1975 | 2014 | 2017 | 2019 | 2021 | 2022 | 2023 |